# Agner Helweg
Agner Anthes Helweg, född 10 december 1858 i Haderslev, död 12 oktober 1918 i Vordingborg, var en dansk psykiater; kusin till Kristian Helweg.
Helweg tog medicinsk examen och var kandidat vid sinnessjukanstalten Oringe vid Vordingborg 1884–85; efter ett kortare förordnande som förste underläkare där, blev han förste underläkare på Middelfart anstalt 1888 och överläkare 1908. Han förflyttades till Oringe 1914.
Helweg studerade vid flera tillfällen, särskilt på resor i Nederländerna, Belgien och Storbritannien, familjevård av sinnessjuka och lantbrukskolonier för dessa patienter samt verkade i hög grad för införandet av dylika institutioner i Danmark. Han var ledamot av kommissionen för Köpenhamns sinnessjukväsendes ordnanden.